# 卡尔梅耶
卡尔梅耶（法語：Calmeilles，法語發音：[kalmɛj] ⓘ）是法国东比利牛斯省的一个市镇，属于塞雷区。

## 地理
卡尔梅耶（42°33'8"N, 2°40'27"E）面积13.22 平方千米，位于法国奧克西塔尼大區东比利牛斯省，该省份为法国大陆部分最南部的省份，涵盖了北加泰罗尼亚，北起奥德省，西接阿列日省和安道尔，南与西班牙接壤，东临地中海。
与卡尔梅耶接壤的市镇（或旧市镇、城区）包括：卡沙斯、蒙托里奥勒、奥姆斯、塔耶特、圣马萨尔、普吕内和贝尔皮奇。
卡尔梅耶的时区为UTC+01:00、UTC+02:00（夏令时）。

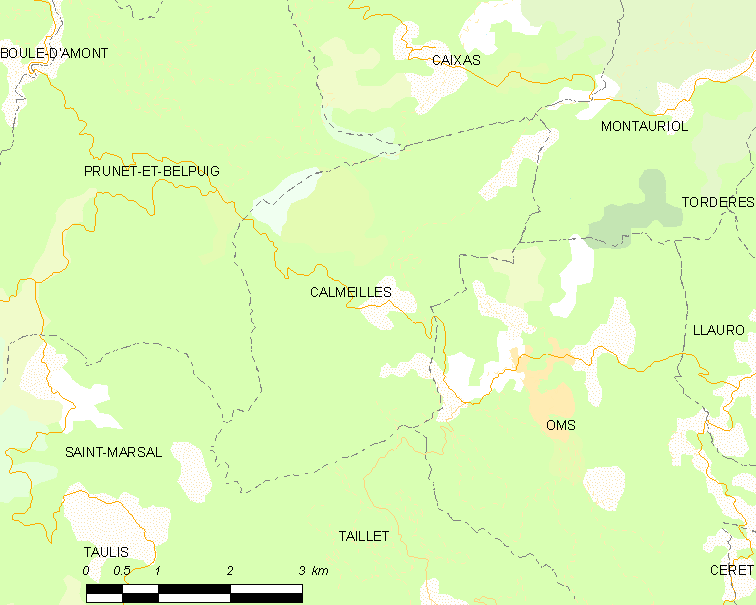
卡尔梅耶的OSM定位图

## 行政
卡尔梅耶的邮政编码为66400，INSEE市镇编码为66032。

## 政治
卡尔梅耶所属的省级选区为莱萨斯普尔县。

## 人口

1962-2008年间卡尔梅耶人口变化图示

卡尔梅耶于2022年1月1日时的人口数量为60人。